# Paratrichius rufescens
Paratrichius rufescens är en skalbaggsart som beskrevs av Ma 1990. Paratrichius rufescens ingår i släktet Paratrichius och familjen Cetoniidae. Inga underarter finns listade i Catalogue of Life.